# Яремкевич Шимон
Шимон Яремкевич — львівський маляр середини XVIII століття Працював для двору Жевуських у Роздолі (тепер Львівщина) в 1752—1760, 1763—1764.
Роботи:
- ікона (образ) «Св. Трійці»
- 33 портрети представників родини Жевуських, частина яких зберігається у Львівській ґалереї мистецтв.
- 10 портретів польських королів (зберігаються у Львівському історичному музеї).
- на замовлення братства при церкві св. Теодора у Львові 1763 малював «Божий гріб».

Йому приписують авторство портрета Федора та Магдалини Жемелок (тепер у Дрогобицькому краєзнавчому музеї).
Його дружиною була донька львівського ливарника Теодора Полянського Маріанна (по смерті першого чоловіка виходила заміж за Яна Крушановського та скульптора Франциска Олендзького.